# غاريث توماس (ممثل أفلام)
غاريث توماس (بالإنجليزية: Gareth Thomas)‏ (و. 1945 – 2016 م) هو ممثل أفلام، وممثل تلفزي، وممثل مسرحي من المملكة المتحدة، وويلز، ولد في ويلز، توفي في سري، عن عمر يناهز 71 عاماً، بسبب قصور القلب.

## التعليم
تعلم في الأكاديمية الملكية للفنون المسرحية، في تخصص تمثيل (حتى 1966).

## وصلات خارجية
- غاريث توماس على موقع IMDb (الإنجليزية)
- غاريث توماس على موقع ميوزك برينز (الإنجليزية)
- غاريث توماس على موقع أول موفي (الإنجليزية)
- غاريث توماس على موقع قاعدة بيانات الفيلم (الإنجليزية)